# Linha de Tomar à Nazaré e Leiria
A Linha de Tomar à Nazaré e Leiria foi um caminho de ferro de via estreita que esteve planeado mas nunca chegou a ser construído, que deveria ter ligado as localidades de Tomar à Nazaré e Leiria, em Portugal.

## História
Quando em 1907 foi classificada a rede ferroviária complementar no centro, o plano da rede não incluía a linha de Tomar à Nazaré e Leiria, tendo esta linha sido posteriormente adicionada, como de via estreita.
Em 6 de Agosto de 1913, o governo assinou um contracto com o empresário João Pedro Vierling para a construção e exploração do Caminho de Ferro de Tomar à Nazaré com o ramal por Leiria, mas este contracto foi rescindido por um decreto de 30 de Março de 1926. Assim, em 21 de Junho de 1926 o Ministério do Comércio e Comunicações ordenou que a Inspecção Geral de Caminhos de Ferro abrisse um concurso público para aquele caminho de ferro, que deveria ser parte da Rede Complementar da região entre o Tejo e o Mondego, classificada em 24 de Agosto de 1912. As bases do concurso determinavam que a linha deveria partir da futura estação de Tomar e terminar na Nazaré, passando por Agroal, Ourém, Reguengo do Fetal, Batalha, Porto de Mós, Aljubarrota e Alcobaça. Na Batalha, sairia um ramal que iria até à Estação de Leiria, passando pela cidade. A linha deveria ser de bitola métrica, com um limite nos raios das vias de 80 m em estações e 100 m em plena via, e com uma inclinação máxima de 25 mm por metro. O material circulante poderia ser a vapor ou eléctrico, e os comboios que levassem passageiros deveriam ter duas classes, e estar equipadas com freios contínuo e automático. As bases também determinavam vários apoios financeiros, incluindo reduções nos impostos alfandegários e outros, e subsídios por parte do estado e das autarquias interessadas. O concessionário deveria construir novas dependências nas estações das linhas do Oeste e do Norte onde houvesse um entroncamento com a nova linha. No entanto, o concurso ficou deserto, pelo que foi organizado um segundo concurso. Em 1 de Outubro, a Gazeta dos Caminhos de Ferro informou que a Companhia dos Caminhos de Ferro Portugueses estava a fazer vários estudos sobre esta linha, para saber se deveria concorrer para a sua construção. Os estudos do ponto de vista comercial estavam a ser feitos pelo funcionário José Luiz Teixeira Junior, que já tinha visitado quase todas as localidades por onde deveria passar a linha, enquanto que o estudo técnico da linha iria ser entregue à Divisão da Construção daquela companhia.
Em 16 de Outubro, a Gazeta dos Caminhos de Ferro relatou que as comissões administrativas de Torres Vedras e Alcanena já tinham entregue uma representação ao Ministro do Comércio, pedindo para anular o concurso, e que se fizesse um inquérito para estudar uma alteração no traçado entre Tomar e Porto de Mós, passando pelo Entroncamento, Torres Novas, Alcanena e Odemira (sic, provavelmente referindo-se a Mira d’Aire). O segundo concurso foi aberto em 14 de Novembro de 1926, que também não teve concorrentes, devido principalmente à falta de apoios financeiros especiais, indispensáveis para auxiliar na construção. A Companhia dos Caminhos de Ferro Portugueses afirmou então que iria tomar a concessão, com uma garantia de juro de 9% sobre 320 contos por quilómetro.
O planeamento da linha gerou polémica na região, com várias localidades interessadas a defenderem diferentes traçados e tipos de bitola. Por exemplo, Leiria defendeu que a linha deveria ser em via larga, e que deveria ligar directamente esta cidade a Tomar, passando por Vila Nova de Ourém e Chão de Maçãs, com um ramal de via estreita entre Leiria e a Nazaré, servindo Porto de Mós e a Batalha, eliminando desta forma o lanço entre Batalha e Ourém. Por seu turno, a vila de Torres Novas também propunha que a linha fosse em via larga, mas que ligasse o Entroncamento a Porto de Mós por Minde. A Empresa Mineira do Lena defendia uma linha métrica de Porto de Mós ao Entroncamento, por Mendiga, Alcanede e Monsanto, deixando para depois a Linha do Entroncamento a Rio Maior, proposta em 1904.
O Plano Geral da Rede Ferroviária, publicado pelo Decreto n.º 18:190, de 28 de Março de 1930, reorganizou os projectos que existiam para novas linha férreas em território nacional, tendo um dos novos projectos de via larga sido o da Transversal de Ourém, de Leiria a Chão de Maçãs, passando por Ourém. O troço entre Ourém e Chão de Maçãs seria aproveitado igualmente pela Linha da Sertã, de via estreita, que ligava Nazaré à Idanha-a-Nova, passando por Alcobaça, Porto de Mós e outros pontos. O Ramal de Leiria, que teria uma extensão aproximada de 11 km, continuou a iniciar-se na Batalha, embora desta vez a ligação fosse feita à Linha de Martingança a Mendiga.